# Twin/Tone Records
Twin/Tone Records — независимый лейбл звукозаписи из Миннеаполиса, просуществовавший в период с 1977 по 1994 годы и сыгравший важную роль в продвижении местной музыкальной сцены (т. н. Городов-близнецов «Twin Cities»). Наряду с другими независимыми лейблами, такими как SST Records, Touch and Go и Dischord, Twin/Tone стал одной из ключевых фигур сформировавших американскую инди-рок-сцену, предшествующую появлению группы Nirvana. Эти лейблы способствовали смене музыкальных приоритетов в американской андеграундной среде, от хардкор-панка, который доминировал в то время, к более разнообразным стилям альтернативного рока, которые только зарождались. Именно Twin/Tone открыл миру такие группы, как группы The Replacements и Soul Asylum.

## История
Twin/Tone Records был основан бизнесменами Питером Джесперсоном и Полом Старком, а также журналистом Чарли Холлманом (все трое были тесно связаны панк-рок-сценой Миннеаполиса). Дебютным релизом лейбла стал одноимённый мини-альбом группы The Suburbs 1978 года (примечательно, что последним релизом Twin/Tone была тоже пластинка The Suburbs — Viva! Suburbs! 1994 года). К 1984 году каталог лейбла насчитывал 41 пластинку, самыми коммерчески успешными из которых были дебютный альбом The Suburbs и первые два альбома the Replacements (с последними Джесперсон подписал контракт сразу после их дебютного выступления в местном баре The Longhorn Bar), а его штат включал (помимо создателей) трёх полноценных сотрудников. Среди других местных коллективов, подписавших контракт с Twin/Tone Records, фигурировали The Magnolias, Babes in Toyland, Information Society, Agitpop, The Jayhawks, Poster Children, Soul Asylum, The Wallets, Curtiss A, а также Ween из Пенсильвании. В 1990 году на лейбле выпустил свой восьмой сольный альбом Eye британский инди-музыкант Робин Хичкок.
Штаб-квартира лейбла располагалась на Николлет-авеню, 2541 в Миннеаполисе, где ранее располагалась студия Kay Bank Studios, где в 1960-х годах были записаны такие хиты гаражного рока, как «Liar, Liar» группы The Castaways и «Surfin’ Bird» группы The Trashmen. Какое-то время у Hüsker Dü был офис по соседству, в доме 2539. Впоследствии барабанщик Hüsker Dü Грант Харт назвал свою первую сольную работу — 2541 — в честь этого места.
К 1994 году Twin/Tone выпустили более 300 пластинок для 100 групп и начали развивать партнерские отношения с несколькими более мелкими инди-лейблами, в основном из Миннесоты, включая:
- TRG Records
- Hot Records
- Amphetamine Reptile Records
- Wide Angle Records
- Atomic Theory Records
- Hakatak International Records
- Boy's Life Records
- Skene! Records
- Coyote/Lost Records
- Medium Cool Records[англ.]
- Clean Records
- Spanish Fly Records
- Prospective Records
- UltraModern Records
- Red Decibel Records
- No Alternative Records
- Guilt Ridden Pop Records

В 1995 году журнал Billboard назвал Twin/Tone «значимым региональным лейблом». В 1998 году Старк принял решение прекратить выпуск физической продукции в пользу цифровых носителей. В настоящее время звукозаписывающая компания считается «законсервированой» и выпускает лишь ограниченное количество редких материалов на компакт-дисках по спец-заказам, хотя некоторые из наиболее значимых релизов лейбла впоследствии были лицензированы фирмой Restless Records, входящей в состав Rykodisc. В 2015 году умер Чарли Холлман. В 2017 году Старк и Джесперсон возродили лейбл, чтобы выпустить новый альбом The Suicide Commandos Time Bomb.